# Denkmal für Karl von Czyhlarz

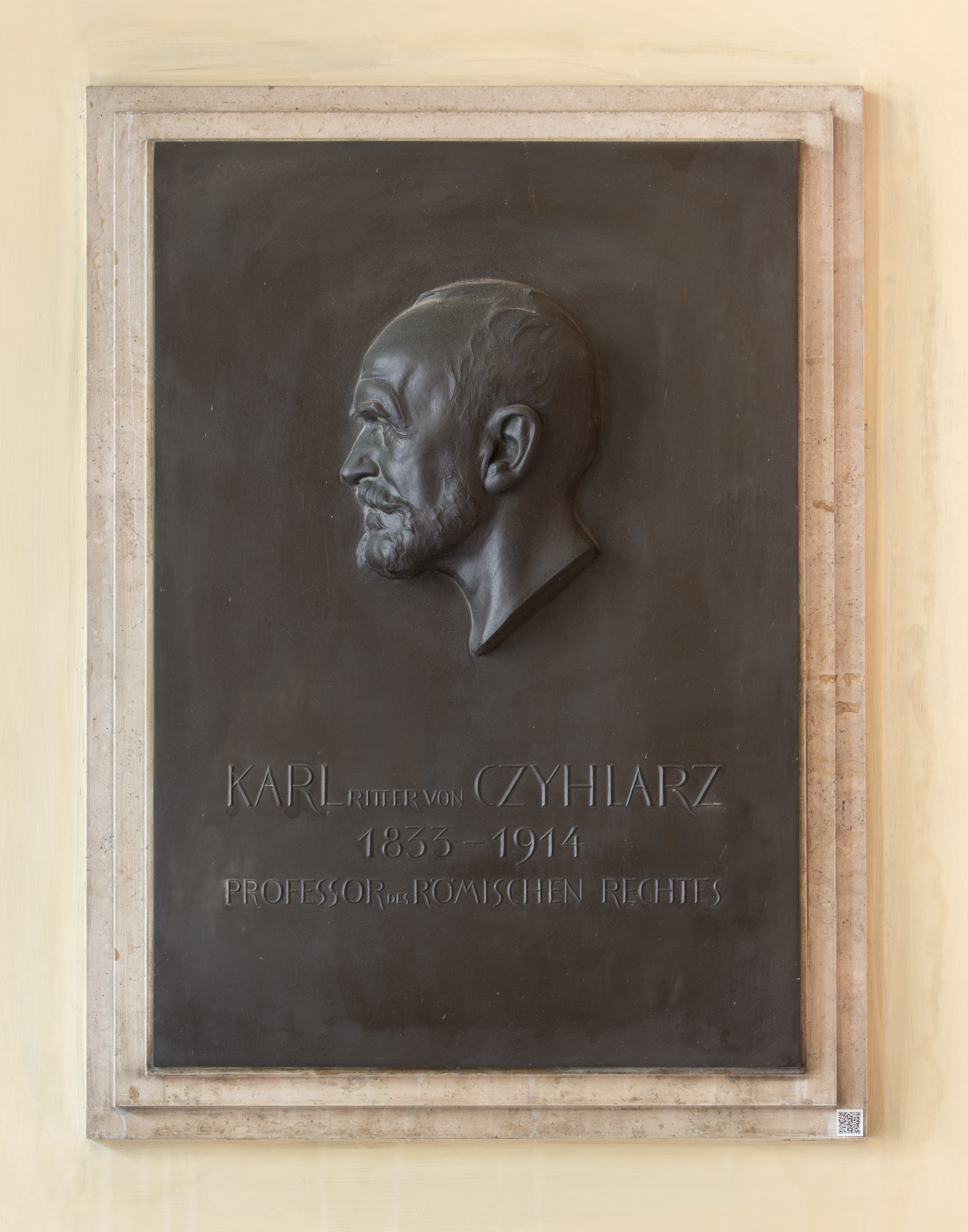
Denkmal für Karl von Czyhlarz im Arkadenhof

Das Porträtrelief des Juristen Karl von Czyhlarz wurde vom Bildhauer Alfred Hofmann für den Arkadenhof der Universität Wien geschaffen und 1927 enthüllt. Es trägt die Maisel-Nummer 1.

## Beschreibung
Das Porträtrelief für Karl von Czyhlarz ist eine hochformatige und rechteckige Bronzekunstguss-Platte. Auf dieser ist das Kopfporträt des Juristen als Relief dargestellt. In Großbuchstaben sind unterhalb des Reliefs der Name, der Ritterstand, die Lebensdaten und auch die Profession des Dargestellten angegeben. Die Reliefplatte ist in dreiabgetreppte, proportional wachsende helle Marmorplatten eingebettet, die das Bildnis rahmen. Karl von Czyhlarz ist auf dem Relief im nach links schauenden Profil dargestellt. Das Bronzerelief stellt den Juristen als Mann im fortgeschrittenen Alter dar, mit schütterem Haar, Vollbart und tiefen Falten rund um die Augenpartien. Der Hals des Dargestellten wirken im Kontrast dazu weich und relativ jugendlich.

## Analyse und Vergleich
Der Künstler Alfred Hofmann schuf nicht nur das Denkmal für Karl von Czyhlarz, sondern auch das Denkmal für Carl Menger im Arkadenhof der Universität Wien. Beide Objekte weisen Parallelen und Unterschiede in der Darstellung auf. Beide Tafeln wurden in Form einer hochrechteckigen Bronzetafel mit Porträtrelief und Inschrift die Name, Verdienst und Lebensdaten beinhaltet, geschaffen. Während das  Porträt von Karl von Czyhlarz plan ist, wurde das für Carl Menger jedoch im Stil der Imago Clipeata von einer konkaven Schale umfangen und erscheint daher vertieft. Die Porträts sind unterschiedlich ausgerichtet: Während von Czhlarz nach links blickt, ist das Porträt von Menger nach recht blickend dargestellt. Das Relief von Menger wirkt auf Grund der Oberflächenbehandlung wesentlich unruhiger als das von Karl von Czyharz und wesentlich bewegter.